# Governo Sturgeon II
Il Governo Sturgeon II è stato il 5° esecutivo del parlamento scozzese formato dal risultato delle elezioni del 2016. Il governo è rimasto in carica dal 18 maggio 2016 al 19 maggio 2021 per un totale di 5 anni e 1 giorno.

## Composizione
Indipendenti
     Partito Nazionale Scozzese
| Carica                                                                               | Titolare                             | Titolare                                     | Partito politico           | Partito politico |
| ------------------------------------------------------------------------------------ | ------------------------------------ | -------------------------------------------- | -------------------------- | ---------------- |
| Primo Ministro                                                                       |                                      | Nicola Sturgeon                              | Partito Nazionale Scozzese |                  |
| Segretario permanente                                                                |                                      | Leslie Evans                                 | Indipendente               |                  |
| Vice Primo Ministro e Segretario di gabinetto per l'istruzione e le competenze       |                                      | John Swinney                                 | Partito Nazionale Scozzese |                  |
| Segretario di gabinetto per le finanze e la costituzione                             |                                      | Derek Mackay (fino al 17 febbraio 2020)      | Partito Nazionale Scozzese |                  |
| Segretario di gabinetto per le finanze e la costituzione                             | Kate Forbes (dal 17 febbraio 2020)   |                                              | Partito Nazionale Scozzese |                  |
| Segretario di gabinetto per l'ambiente, i cambiamenti climatici e la riforma agraria |                                      | Roseanna Cunningham                          | Partito Nazionale Scozzese |                  |
| L'avvocato di Sua Maestà                                                             |                                      | James Wolffe                                 | Indipendente               |                  |
| Segretario di Gabinetto per la Cultura, il Turismo e gli Affari Esteri               |                                      | Fiona Hyslop                                 | Partito Nazionale Scozzese |                  |
| Segretario di gabinetto per le comunità, la sicurezza sociale e le pari opportunità  |                                      | Angela Costanza (fino al 26 giugno 2018)     | Partito Nazionale Scozzese |                  |
| Segretario di gabinetto per le comunità, la sicurezza sociale e le pari opportunità  | Aileen Campbell (dal 26 giugno 2018) |                                              | Partito Nazionale Scozzese |                  |
| Segretario di Gabinetto per la Giustizia                                             |                                      | Michael Matheson (fino al 26 giugno 2018)    | Partito Nazionale Scozzese |                  |
| Segretario di Gabinetto per la Giustizia                                             | Humza Yousaf (dal 26 giugno 2018)    |                                              | Partito Nazionale Scozzese |                  |
| Segretario di Gabinetto per l'Economia, il Lavoro e il Lavoro Equo                   |                                      | Keith Brown                                  | Partito Nazionale Scozzese |                  |
| Segretario di gabinetto per l'economia rurale e la connettività                      |                                      | Fergus Ewing                                 | Partito Nazionale Scozzese |                  |
| Ministro per gli affari parlamentari                                                 |                                      | Joe FitzPatrick                              | Partito Nazionale Scozzese |                  |
| Segretario di Gabinetto per la Salute e lo Sport                                     |                                      | Jeane Freeman (dal 26 giugno 2018)           | Partito Nazionale Scozzese |                  |
| Segretario di gabinetto per le relazioni commerciali e costituzionali del governo    |                                      | Michael Russell (dal 26 giugno 2018)         | Partito Nazionale Scozzese |                  |
| Segretario di Gabinetto per la Previdenza Sociale e gli Anziani                      |                                      | Shirley-Anne Somerville (dal 26 giugno 2018) | Partito Nazionale Scozzese |                  |
| Sottosegretario ai Trasporti, Infrastrutture e Connettività                          |                                      | Michael Matheson (dal 26 giugno 2018)        | Partito Nazionale Scozzese |                  |
| Ministro degli affari parlamentari e dei veterani                                    |                                      | Graeme Dey (dal 26 giugno 2018)              | Partito Nazionale Scozzese |                  |

## Situazione parlamentare
| Camera              | Collocazione | Partiti                                      | Seggi    |
| ------------------- | ------------ | -------------------------------------------- | -------- |
| Parlamento scozzese | Maggioranza  | Partito Nazionale Scozzese (63)              | 63 / 129 |
| Parlamento scozzese | Opposizione  | Conservatori (16), Laburisti (13), Verdi (6) | 66 / 129 |